# Klotzsche
Klotzsche – dzielnica i osiedle Drezna, położone w północnej części miasta. W latach 1935–1950 samodzielne miasto.
Administracyjnie osiedle dzieli się na dwie części: lotniczo-przemysłową (północ) i mieszkalną (południe).

## Historia

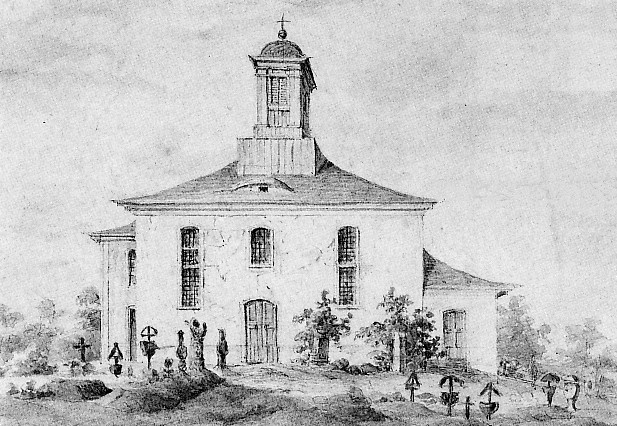
Stary Kościół przed 1850

Miejscowość została założona w średniowieczu jako słowiańska okolnica. Najstarsza wzmianka o wsi Kloiczowe pochodzi z 1309. W 1428 wieś splądrowali husyci, a w 1637 wieś spaliło wojsko szwedzkie. Kolejne wielkie pożary miały miejsce w latach 1729, 1746 i 1802. Ostatni z pożarów przetrwało jedynie siedem domów.
Po poprowadzeniu przez wieś w latach 1845–1847 linii kolejowej Drezno-Zgorzelec nastąpił gwałtowny wzrost liczby mieszkańców. Wieś rozwijała się jako poddrezdeński kurort i osada willowa. W 1834 zamieszkiwało tu 406 osób, w 1890 – 2523 osób, a w 1925 – 6370 osób. W lipcu 1935 zostało otwarte tu lotnisko, a w listopadzie Klotzsche otrzymało prawa miejskie. W 1950 miasto przyłączono do Drezna.

## Zabytki
- Stary Kościół z lat 1810–1811
- Kościół Chrystusa z lat 1905–1907
  - Plebania z 1914
- Ratusz z lat 1906–1907
- Wieża ciśnień z 1935
- Domy i wille z XIX/XX w.

Przykładowe zabytkowe wille
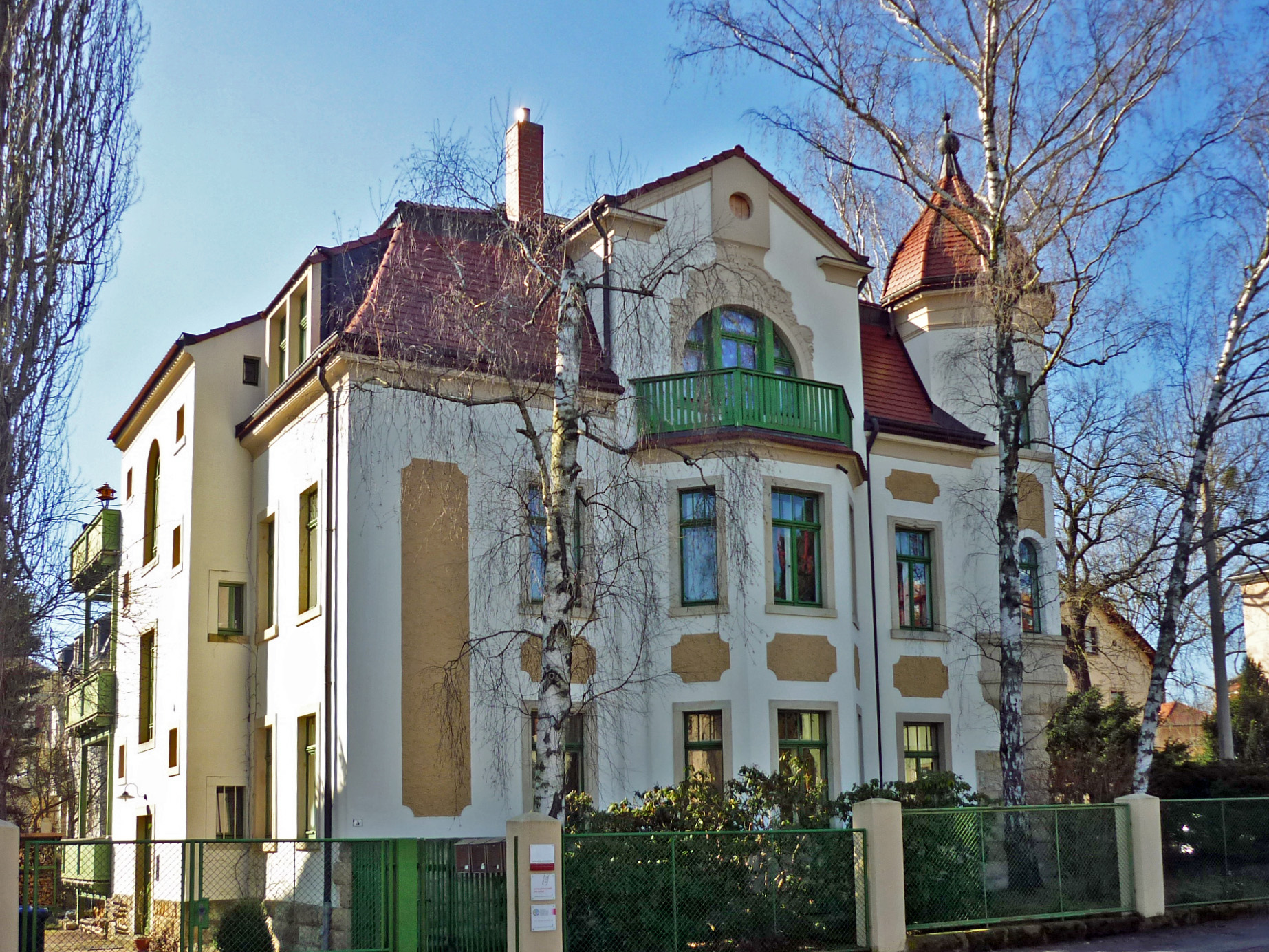
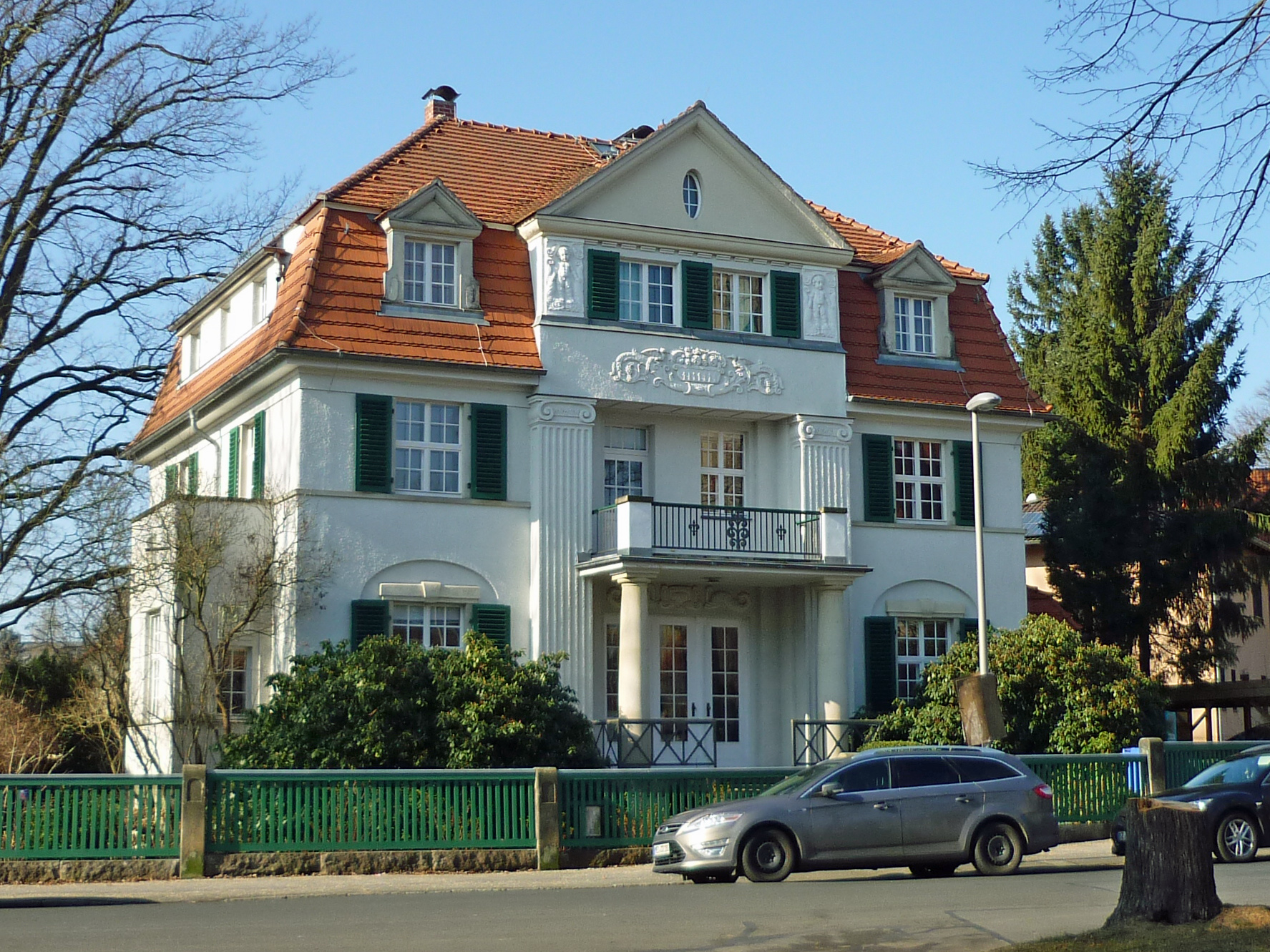
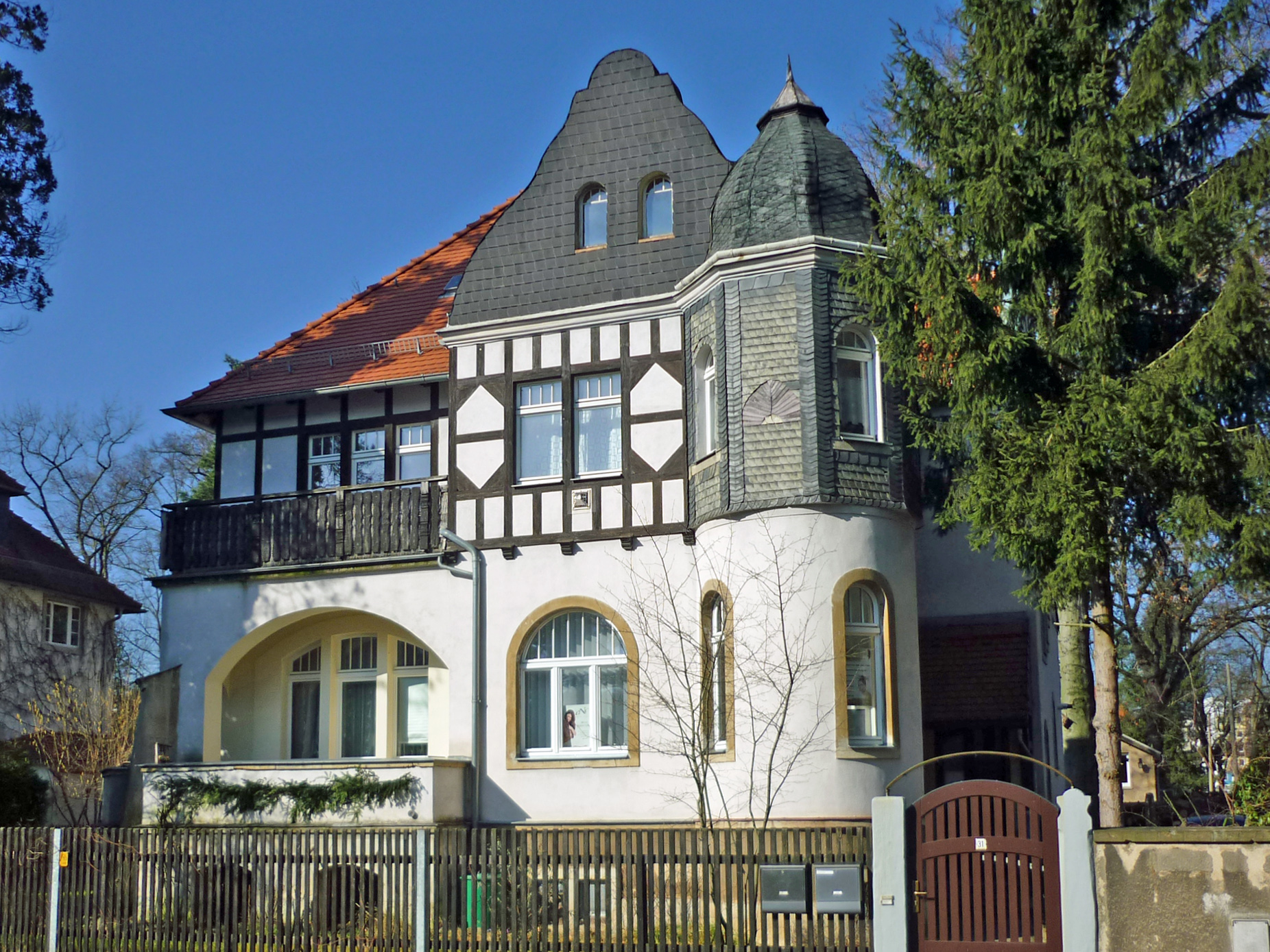
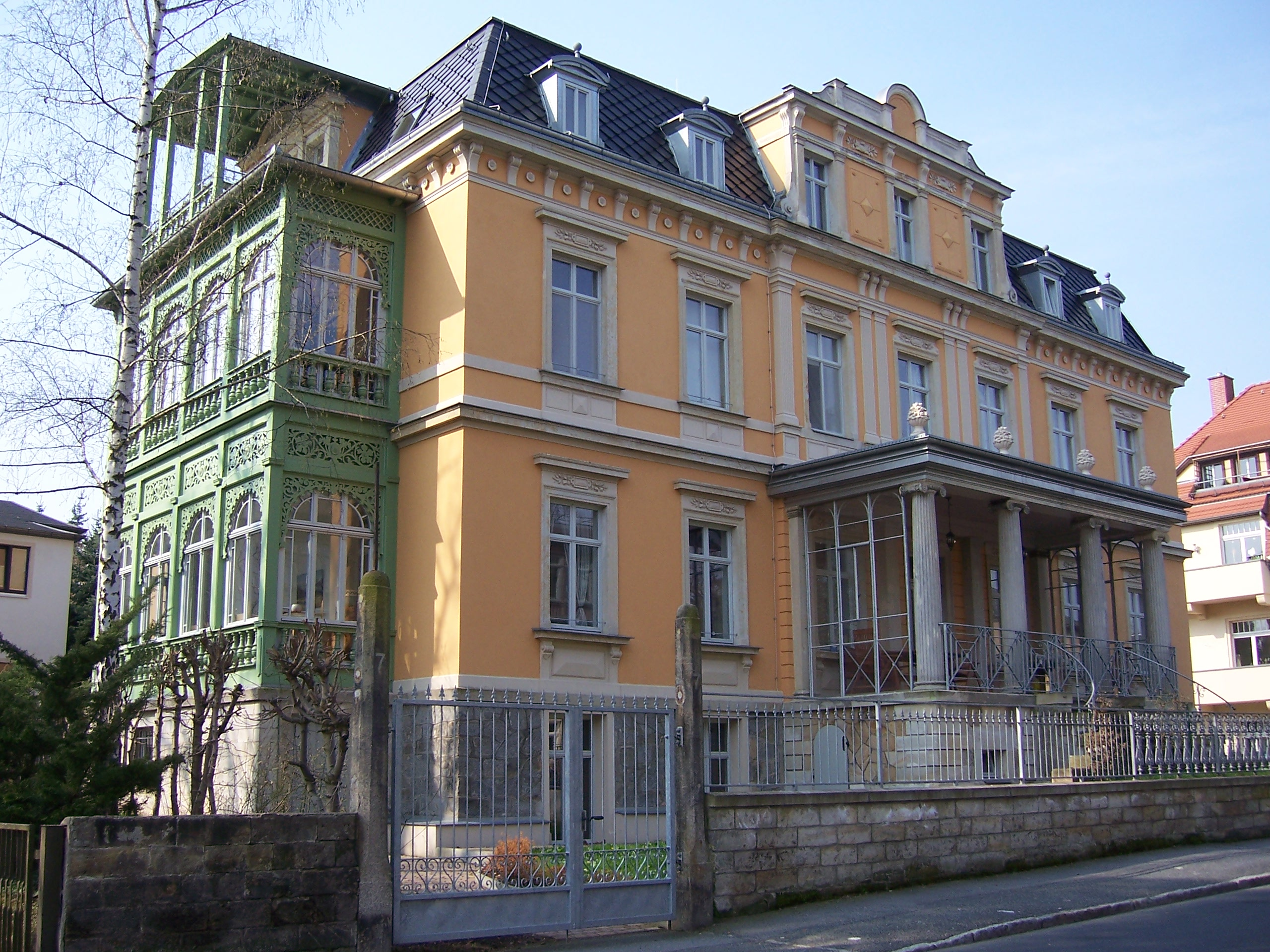

## Transport
W granicach osiedla znajdują się port lotniczy Drezno oraz stacja kolejowa Dresden-Klotzsche.